# Chetone felderi
Chetone felderi là một loài bướm đêm thuộc phân họ Arctiinae, họ Erebidae.